# Grande Substituição
Grande Substituição (em francês:  Grand Remplacement), também conhecida como a teoria da substituição, é uma teoria da conspiração nacionalista branca nazifascista de extrema-direita disseminada pelo autor francês Renaud Camus. A teoria afirma que, com a cumplicidade ou cooperação das elites ou poder "substituidor" a população de etnia francesa — assim como as populações brancas europeias em geral — está sendo substituída demograficamente e culturalmente por povos não europeus — especificamente por populações árabes, berberes, turcas e muçulmanas subsaarianas — através da migração em massa, do crescimento demográfico e de uma queda na taxa de natalidade europeia.
Embora temas semelhantes tenham caracterizado várias teorias de extrema-direita desde o final do século XIX, o termo em particular foi popularizado por Camus em seu livro de 2011, Le Grand Remplacement. O livro associa especificamente a presença de muçulmanos na França ao potencial perigo e destruição da cultura e civilização francesas. Camus e outros teóricos da conspiração atribuem esse processo a políticas intencionais promovidas por elites globais e liberais (os "remplacistes") de dentro do governo da França, da União Europeia ou das Nações Unidas; eles o descrevem como um "genocídio por substituição".
A teoria é popular entre os movimentos de extrema-direita anti-imigrantes no Ocidente. Ela se alinha e faz parte da teoria da conspiração do genocídio branco maior, exceto na substituição estratégica de mentiras antissemitas por islamofobia. Esta substituição, juntamente com o uso de slogans simples, foram citados como razões para seu maior apelo em um contexto pan-europeu.
Críticos descartaram essas alegações como sendo baseadas em uma leitura exagerada das estatísticas de imigração e visões não científicas e racistas.

## Contexto
Renaud Camus desenvolveu sua teoria da conspiração em dois livros publicados em 2010 e 2011, no contexto de um aumento da retórica anti-imigrante no discurso público durante a década anterior. A Europa também enfrentou uma escalada nos ataques terroristas islâmicos durante os anos 2000–2010 e uma crise migratória que começou em 2015, que contribuiu para exacerbar as tensões e preparar a opinião pública para a recepção da teoria da conspiração de Camus. Como este último retrata uma substituição da população que se diz ter ocorrido em um curto intervalo de tempo de uma ou duas gerações, a crise migratória foi particularmente propícia à difusão das ideias de Camus  — embora a França não fosse o principal país europeu preocupado com os fluxos migratórios — enquanto os ataques terroristas aceleraram a construção dos imigrantes como uma ameaça existencial entre aqueles que compartilhavam tal visão de mundo.
O tema de Camus de um futuro desaparecimento da cultura e civilização europeias também é paralelo a uma tendência "cultural pessimista" e anti-islâmica entre os intelectuais europeus do período, ilustrada em vários livros best-sellers e com títulos diretos lançados durante a década de 2010: Germany Abolishes Itself de Thilo Sarrazin (2010), Le Suicide français (2014) de Éric Zemmour, ou Soumission de Michel Houellebecq (2015).

## Conceito de Renaud Camus

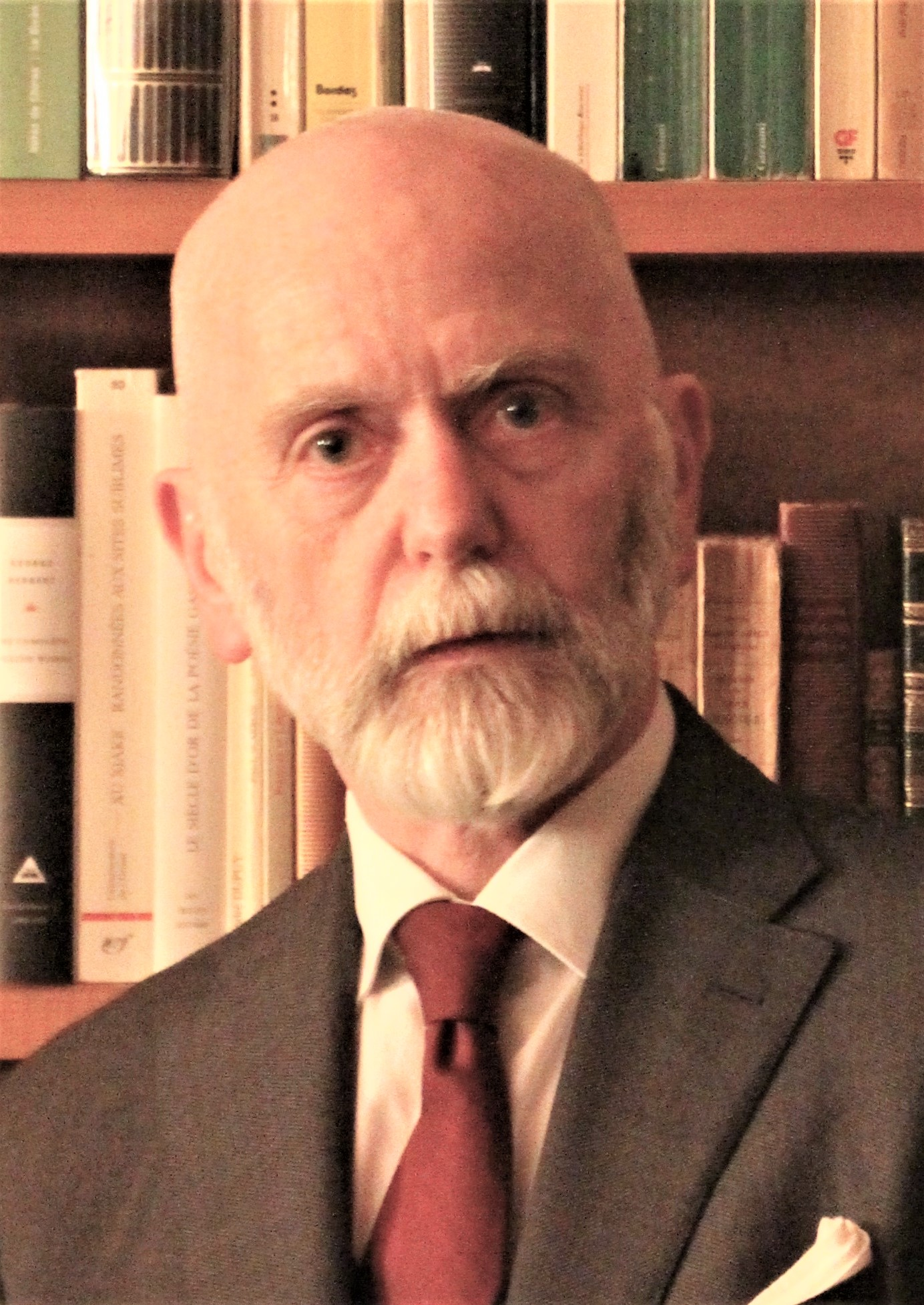
Renaud Camus, progenitor da teoria da Grande Substituição. Março de 2019

A teoria da "Grande Substituição" foi desenvolvida pelo autor francês Renaud Camus, inicialmente em um livro de 2010 intitulado L'Abécédaire de l'in-nocence, e no ano seguinte em um livro homônimo, Le Grand Remplacement (introduction au remplacisme global). Camus afirmou que o nome Grand Remplacement "chegou a [ele], quase que por acaso, talvez numa referência mais ou menos inconsciente ao Grande Desarranjo dos Acadianos no século XVIII". Comentando sobre o nome, ele também declarou que sua teoria era a "implementação na vida real" da piada de Bertolt Brecht de que a coisa mais fácil de fazer para um governo era mudar o povo, se o povo perdesse sua confiança.
Segundo Camus, a "Grande Substituição" foi nutrida pela "industrialização", "desespiritualização" e "desculturação"; a sociedade materialista e o globalismo criaram um "humano substituível, sem qualquer especificidade nacional, étnica ou cultural", o que ele chama de "substituição global". Camus afirma que "a grande substituição não precisa de definição", pois o termo não é, em sua opinião, um "conceito", mas sim um "fenômeno".
Na teoria de Camus, o povo indígena francês (em francês: les remplacés; "os substituídos") é descrito como sendo demograficamente substituído por povos não europeus — principalmente vindos da África ou do Oriente Médio — em um processo de "imigração de povoamento" incentivado por um "poder substitutivo".
Camus frequentemente usa termos e conceitos relacionados ao período da França ocupada pelos nazistas (1940–1945). Ele, por exemplo, rotula "colonizadores" ou "ocupantes" (em francês: colonisateurs/colonisation e occupants) pessoas de ascendência não europeia que residem na Europa, e descarta o que ele chama de "elites substituidoras" como "colaboradores". Camus fundou em 2017 uma organização denominada Conselho Nacional da Resistência Europeia, numa evidente referência ao Conselho Nacional da Resistência da Segunda Guerra Mundial (1943-1945). Esta analogia com a Resistência Francesa contra o nazismo tem sido descrita como um apelo implícito ao ódio, à ação direta ou mesmo à violência contra o que Camus chama de "ocupantes, ou seja, os imigrantes". Camus também comparou a Grande Substituição e o chamado "genocídio por substituição" dos povos europeus ao genocídio dos judeus europeus durante a Segunda Guerra Mundial.

### Influências reivindicadas
Renaud Camus cita duas figuras influentes no epílogo de seu livro de 2011 Le Grand Remplacement: a visão apocalíptica do político britânico Enoch Powell sobre as futuras relações raciais — expressa em seu discurso "Rios de Sangue" de 1968 — e a descrição do autor francês Jean Raspail sobre o colapso do Ocidente a partir de um esmagador " maremoto" de imigração do Terceiro Mundo, apresentada em seu romance de 1973, Le Camp des Saints.
Camus também declarou à revista britânica The Spectator em 2016 que uma chave para entender a "Grande Substituição" pode ser encontrada em seu livro Du Sens, de 2002. Neste último, ele escreveu que as palavras "França" e "francês" equivalem a uma realidade natural e física e não a uma realidade legal, em um cratilismo semelhante à distinção de Charles Maurras entre o "legal" e o "país real" (em francês: pays légal e pays réel). Durante a mesma entrevista, Camus mencionou que ele começou a imaginar sua teoria da conspiração em 1996, durante a redação de um guia sobre o departamento de Hérault, no sul da França: "De repente percebi que em aldeias muito antigas [...] a população mudou totalmente também [...] foi quando comecei a escrever sobre".

## Temas semelhantes
Apesar de suas próprias singularidades e conceitos, a "Grande Substituição" está englobada em uma teoria da conspiração do "genocídio branco" maior e mais antiga, popularizada nos Estados Unidos pelo neonazista David Lane em seu Manifesto do Genocídio Branco de 1995, onde ele afirmou que os governos dos países ocidentais pretendiam transformar os brancos em "espécies extintas". A ideia de uma "substituição" dos povos brancos indígenas sob a orientação de uma elite hostil pode ser rastreada até teorias da conspiração antissemita anteriores à Segunda Guerra Mundial, que postularam a existência de uma conspiração judaica para destruir a Europa através da miscigenação, especialmente no best-seller antissemita de Édouard Drumont, La France juive (1886). Comentando esta semelhança, o historiador Nicolas Lebourg e o cientista político Jean-Yves Camus sugerem que a contribuição de Camus foi substituir os elementos antissemitas por um choque de civilizações entre muçulmanos e europeus.
Os escritos nacionalistas de Maurice Barrès daquele período também foram observados na genealogia ideológica da "Grande Substituição", Barrès alegando tanto em 1889 quanto em 1900 que uma substituição da população nativa sob o efeito combinado da imigração e um declínio na taxa de natalidade estava acontecendo na França. Estudiosos também destacam uma semelhança moderna com pensadores europeus neofascistas e neonazistas do imediato pós-guerra, especialmente Maurice Bardèche, René Binet e Gaston-Armand Amaudruz.
A teoria da conspiração associada e mais recente de "Eurábia", publicada pela autora britânica Bat Ye'or em seu livro homônimo de 2005, é frequentemente citada como uma provável inspiração para A "Grande Substituição" de Camus. A teoria da Eurábia também envolve entidades globalistas, na época lideradas por potências francesas e árabes, conspirando para islamizar a Europa, com os muçulmanos submergindo o continente através da imigração e taxas de natalidade mais altas. A teoria da conspiração também retrata os imigrantes como invasores ou como quinta-coluna, convidados para o continente por uma elite política corrupta. Os estudiosos geralmente concordam que, embora ele não tenha sido o "fundador" do tema, Camus de fato cunhou o termo "Grande Substituição" como slogan e conceito e acabou levando-o à fama na década de 2010.

## Análise

### Estatísticas demográficas
Embora a demografia étnica da França tenha mudado como resultado da imigração pós-Segunda Guerra Mundial, os estudiosos geralmente rejeitaram as alegações de uma "grande substituição" como sendo enraizadas em um exagero de estatísticas de imigração e visões não científicas e racialmente preconceituosas. O geógrafo Landis MacKellar criticou a tese de Camus por supor "que os 'imigrantes' da terceira e quarta gerações não são, de alguma forma, franceses".
Os pesquisadores estimaram a população muçulmana da França entre 8,8% e 12,5% em 2017, tornando improvável uma "substituição" de acordo com MacKellar. O Pew Research Center projetou que taxas de fertilidade acima da média aumentariam para 12,7% até 2050 na ausência de imigração, ou para 18% com um cenário de alta imigração. Segundo o INSEE, 28,15% dos recém-nascidos nascidos na França Metropolitana em 2018 tinham pelo menos um dos pais nascido fora da Europa.
Nos Estados Unidos, o Departamento do Censo projeta que os americanos brancos serão menos da metade da população em 2044, o que se tornou um ponto focal de ansiedade para os adeptos da teoria. Mudar as suposições sobre categorização racial, taxas de casamentos mistos e imigração pode, no entanto, colocar essa data ainda mais longe.

### Conotações raciais
No discurso alemão, o cientista político austríaco Rainer Bauböck questionou o uso pelos teóricos da conspiração dos termos "substituição populacional" ou "troca" ("Bevölkerungsaustausch"). Usando a análise de Ruth Wodak de que o slogan precisa ser visto em seu contexto histórico, Bauböck concluiu que a teoria da conspiração é um ressurgimento da ideologia nazista Umvolkung ("inversão de etnia").
Em maio de 2019, o jornalista político Nick Cohen descreveu a Grande Substituição como uma forma de racismo e propaganda, juntamente com o medo de que os homens europeus não sejam viris o suficiente. No mesmo mês, a historiadora Anne Applebaum escreveu que a teoria da conspiração foi usada como porta de entrada para discutir os efeitos da imigração e a compatibilidade do Islã com o mundo ocidental para formas de extremismo, como defender a " remigração " ou o assassinato de migrantes.

### Popularidade

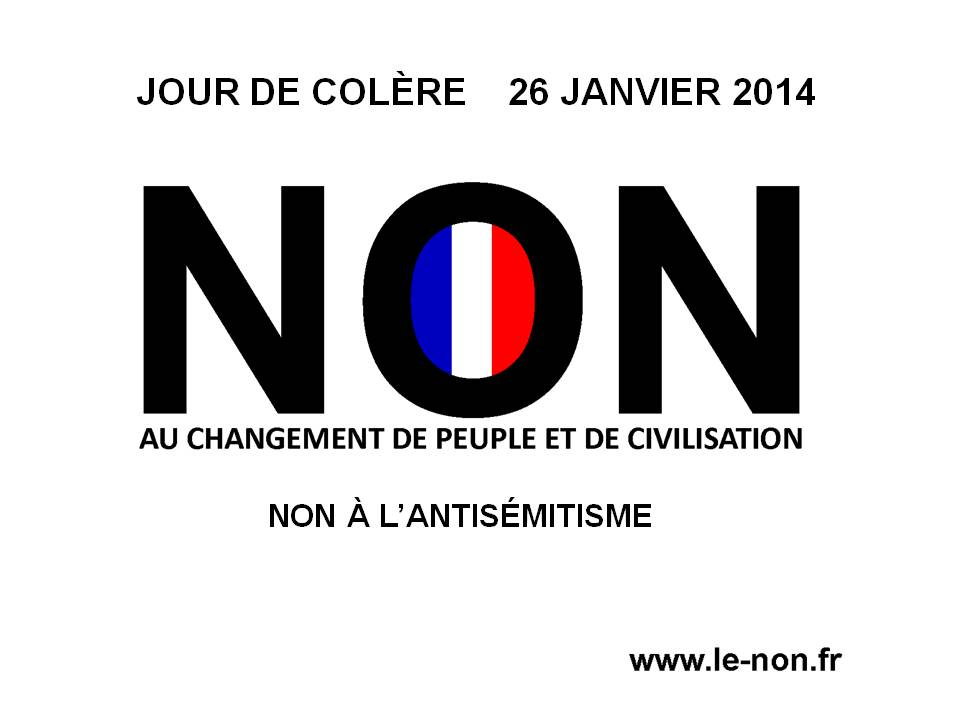
O panfleto de Camus para sua manifestação do "dia da raiva" de 2014 contra a "grande substituição": "Não à mudança das pessoas e da civilização, não ao antissemitismo"

A simplicidade e o uso de slogans abrangentes nas formulações de Camus — "você tem um povo, e no espaço de uma geração você tem um povo diferente" — bem como sua remoção do antissemitismo da original teoria da conspiração neonazista do "genocídio branco", foram citadas como propícias para a popularidade da "Grande Substituição".
Em uma pesquisa liderada pelo Ifop em dezembro de 2018, 25% dos franceses aderiram à teoria da conspiração; assim como 46% dos respondentes que se definiram como "gilets jaunes" (manifestantes dos coletes amarelos). Em outra pesquisa liderada pela Harris Interactive em outubro de 2021, 61% dos franceses acreditavam que a “Grande Substituição” acontecerá na França; 67% dos entrevistados estavam preocupados com isso.
A teoria também se tornou influente nos círculos nacionalistas de extrema direita e brancos fora da França. A teoria da conspiração foi citada pela ativista política de extrema-direita canadense Lauren Southern em um vídeo do YouTube com o mesmo nome lançado em julho de 2017. O vídeo de Southern atraiu em 2020 mais de 686 000 espectadores e é creditado por ajudar a popularizar a teoria da conspiração. O blogueiro norueguês  contrajihad Fjordman também participou da divulgação da teoria.
Sites proeminentes de extrema-direita, como Gates of Vienna, Politically Incorrect e Fdesouche, forneceram uma plataforma para os blogueiros difundirem e popularizarem a teoria da "Grande Substituição". Entre seus principais promotores estão também uma ampla rede de movimentos nacionalistas brancos livremente conectados, especialmente o movimento identitário na Europa, e outros grupos como o PEGIDA na Alemanha.

## Leitura complementar
- Finnsiö, Morgan (15 de março de 2019). «Myten om det stora utbytet» [The myth of the great exchange]. Expo